# Thompson Sound
Pour les articles homonymes, voir Thompson.
Thompson Sound est un fjord de la mer de Tasman formant un détroit entre l'île Secretary et le Sud-Ouest de l'île du Sud, en Nouvelle-Zélande.